# Mari Ederová
Mari Ederová, za svobodna Laukkanen (* 9. listopadu 1987 Eno), je bývalá finská reprezentantka v biatlonu a v běhu na lyžích. Mezi její největší úspěchy patří zlatá medaile z mistrovství světa v letním biatlonu, konaného v roce 2016 v estonském městě Otepää.

## Sportovní kariéra
Ve biatlonovém Světovém poháru ovládla dva individuální závody, když v sezóně 2016/17 triumfovala ve sprintu a stíhacím závodu konaném v norském Oslu. Ve sprintu ještě skončila v závodě světového poháru v roce 2014 v domácím prostředí v Kontiolahti třetí.
V běhu na lyžích se specializovala na sprinty. Jejími nejlepšími výsledky ze Světového poháru jsou pátá místa z individuálního sprintu v Soči v roce 2013 a ze sprintu dvojic v Toblachu v roce 2017. Na Zimních olympijských hrách 2014 v ruském Soči skončila v individuálním sprintu na 15. místě.
Na konci července v roce 2018 se vdala za dlouholetého partnera Benjamina Edera (bývalého biatlonisty, později vedoucího servisního týmu českých biatlonistů a bratra rakouského reprezentanta Simona Edera), se kterým žije v Rakousku.

## Výsledky

### Olympijské hry a mistrovství světa
| Sezóna  | D   | Místo                | SP           | SZ           | HZ           | IZ           | ŠT           | SŠT          | SZD          | Věk    |
| ------- | --- | -------------------- | ------------ | ------------ | ------------ | ------------ | ------------ | ------------ | ------------ | ------ |
| 2008/09 | MS  | Pchjongčchang        | 55.          | 47.          | –            | –            | 15.          | 6.           | ×            | 21 let |
| 2009/10 | ZOH | Vancouver            | 67.          | –            | –            | 42.          | –            | –            | ×            | 22 let |
| 2010/11 | MS  | Chanty-Mansijsk      | –            | –            | –            | –            | –            | 17.          | ×            | 23 let |
| 2011/12 | MS  | Ruhpolding           | 15.          | 25.          | 27.          | 60.          | 18.          | 16.          | ×            | 24 let |
| 2012/13 | MS  | Nové Město na Moravě | 60.          | 46.          | –            | 63.          | 21.          | 18.          | ×            | 25 let |
| 2013/14 | ZOH | Soči                 | 35.          | DNS          | –            | DNS          | –            | –            | ×            | 26 let |
| 2014/15 | MS  | Kontiolahti          | 16.          | 29.          | –            | 65.          | 16.          | 9.           | ×            | 27 let |
| 2015/16 | MS  | Oslo                 | 52.          | 54.          | –            | –            | –            | 18.          | ×            | 28 let |
| 2016/17 | MS  | Hochfilzen           | 57.          | DNS          | –            | 4.           | 15.          | 10.          | ×            | 29 let |
| 2017/18 | ZOH | Pchjongčchang        | 64.          | –            | –            | 42.          | 15.          | –            | ×            | 30 let |
| 2018/19 | MS  | Östersund            | nestartovala | nestartovala | nestartovala | nestartovala | nestartovala | nestartovala | nestartovala | 31 let |
| 2019/20 | MS  | Anterselva           | 68.          | –            | –            | 67.          | 11.          | 9.           | 23.          | 32 let |
| 2020/21 | MS  | Pokljuka             | 56.          | 31.          | –            | 44.          | 14.          | 13.          | 25.          | 33 let |
| 2021/22 | ZOH | Peking               | 28.          | 30.          | –            | 32.          | 16.          | 11.          | ×            | 34 let |
| 2022/23 | MS  | Oberhof              | 69.          | –            | –            | 62.          | 13.          | 11.          | –            | 35 let |

Poznámka: Výsledky z olympijských her se do hodnocení světového poháru nezapočítávají; výsledky z mistrovství světa se dříve započítávaly, od mistrovství světa v roce 2023 se nezapočítávají.

## Vítězství v závodech Světového poháru (biatlon)

### Individuální
| Č. | Datum:          | Místo:       | Disciplína:   |
| -- | --------------- | ------------ | ------------- |
| 1. | 17. března 2017 | Oslo, Norsko | sprint        |
| 2. | 18. března 2017 | Oslo, Norsko | stíhací závod |